# Varto (district)
Varto is een Turks district in de provincie Muş en telt 33.587 inwoners (2007). Het district heeft een oppervlakte van 1365,4 km². Hoofdplaats is Varto.
De bevolkingsontwikkeling van het district is weergegeven in onderstaande tabel.
| 1997   | 2000   | 2007   |
| ------ | ------ | ------ |
| 37.937 | 41.491 | 33.587 |